# Halecium plumosum
Halecium plumosum är en nässeldjursart som beskrevs av Walter Douglas Hincks 1868. Halecium plumosum ingår i släktet Halecium och familjen Haleciidae. Inga underarter finns listade i Catalogue of Life.